# Virgin Money UK
Virgin Money plc est une société de services financiers et bancaires basée au Royaume-Uni détenue par Virgin Group. Virgin Money est cotée à la Bourse de Londres et est constitutive de l'indice FTSE 250.

## Histoire
Elle est fondée par Richard Branson en mars 1995. Elle était à l'origine connue sous le nom de Virgin Direct . Dans les années 2000, Virgin Money a élargi ses opérations à travers le monde. 
Virgin Money a annoncé son intention de devenir une banque de détail et a tenté d'acheter Northern Rock en 2007 avant sa nationalisation par le gouvernement britannique. Virgin a demandé sa propre licence bancaire auprès de Financial Services Authority en 2009 et en a gagné l'une par l'acquisition de Church House Trust l'année suivante. Virgin a acheté Northern Rock en janvier 2012. 
En juin 2018,  CYBG annonce l'acquisition, pour 1,7 milliard de livres, en échange d'action, de Virgin Money. Les actionnaires de Virgin Money détiendront une participation de 38 % dans le nouvel ensemble, qui gardera la marque Virgin Money.